# Gibasis matudae
Gibasis matudae är en himmelsblomsväxtart som beskrevs av David Richard Hunt och Stant. Gibasis matudae ingår i släktet Gibasis och familjen himmelsblomsväxter. Inga underarter finns listade.